# Colegio San Calixto
El Colegio San Calixto es una institución educativa de La Paz , Bolivia. Fue fundada por la Compañía de Jesús y obtuvo su licencia de funcionamiento mediante Decreto Supremo el 15 de julio de 1882, a iniciativa de Mons. Calixto Clavijo, y  nombrado en honor al tercer mártir de siglo Papa Callixtus I.  Ofrece educación primaria y secundaria. 

## Historia
El Colegio empezó a funcionar en la que fue la residencia del Mariscal Andrés de Santa Cruz, ahora un monumento nacional y local. 

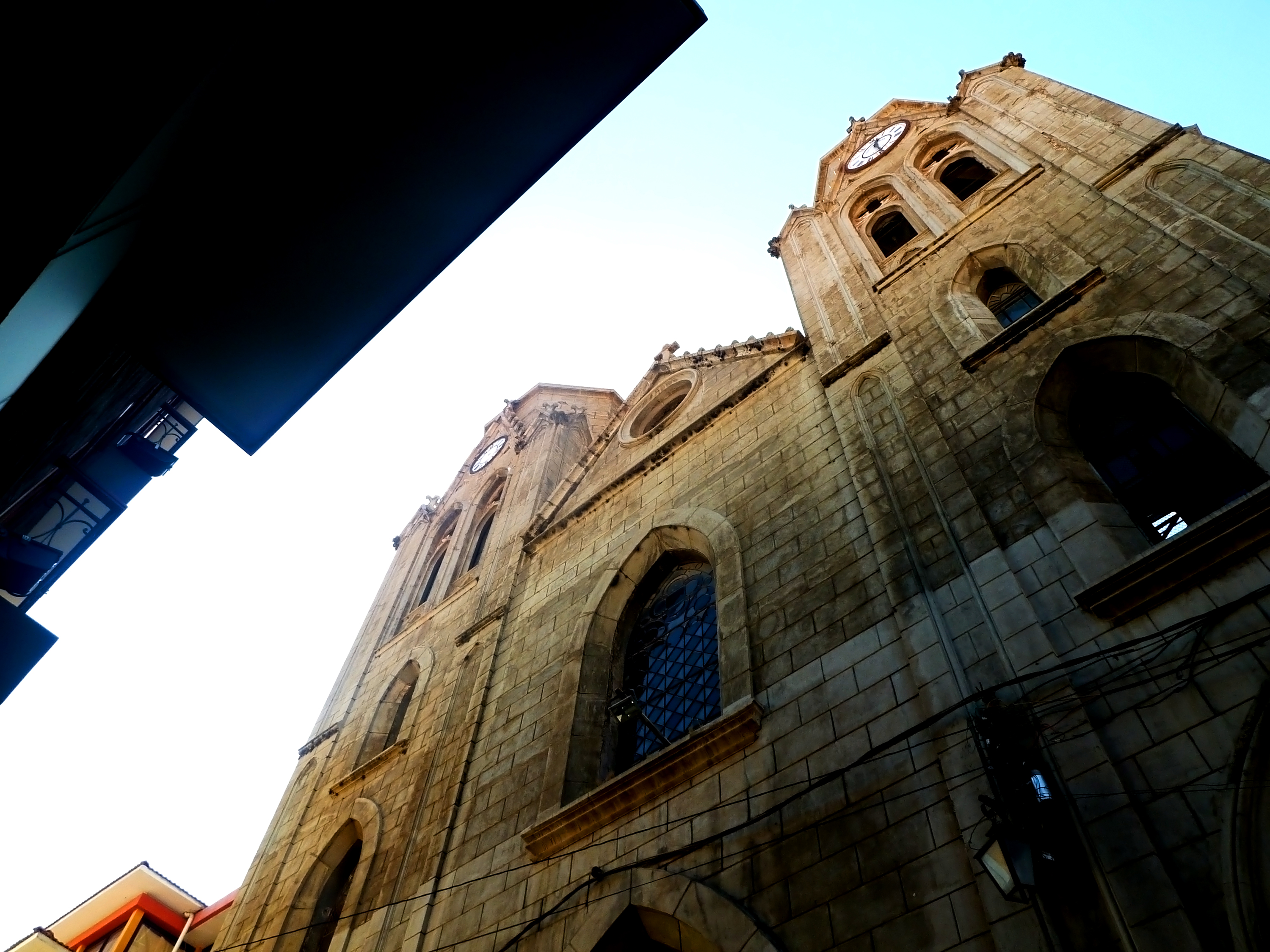
Templo del Colegio

Empezó a enseñar con alrededor 40 estudiantes. Con los años otros trabajos asociados devinieron con la Compañía de Jesus  incluyendo el Observatorio San Calixto del cual  está escrito: "Una mejora más lejana siguió la instalación en La Paz (Bolivia), con los informes que empiezan 1 de mayo de 1913. bajo la dirección de Padre Descotes."  También, la escuela  Radiofónica Fides  pionera en el negocio, empezó retransmitiendo en 1939. En 1989 una estampilla boliviana fue emitida para conmemorar el 50.º aniversario de la institución.

## Distinciones
En su centenario en 1982 se le otorgó al Colegio la condecoración  más alta  del Estado Boliviano, la Orden del Cóndor de Los Andes

## Aportes
San Calixto ha introducido varios planes educativos innovadores para Bolivia, incluyendo un "Currículum Experimental" (PEE) en 1963, "Plan Alternativo Experimental" (EAP) en 1992, un "Sistema Modular" desde 1998, y el "Proyecto Educativo de las Escuelas de la Sociedad de Jesus" (ISSP) en 2000. Estas últimas dos iniciativas fueron previstas con el objetivo de Crear una Universidad. Otras iniciativas de la institución incluyen promover el mayor involucramiento de los padres en la educación de los estudiantes y un componente de servicio comunitario, el cual conecta alumnado con otras escuelas y orfanatos; el servicio es realizado a través del Centro para Servicios y Estudios Multidiciplinarios (CEMSE).

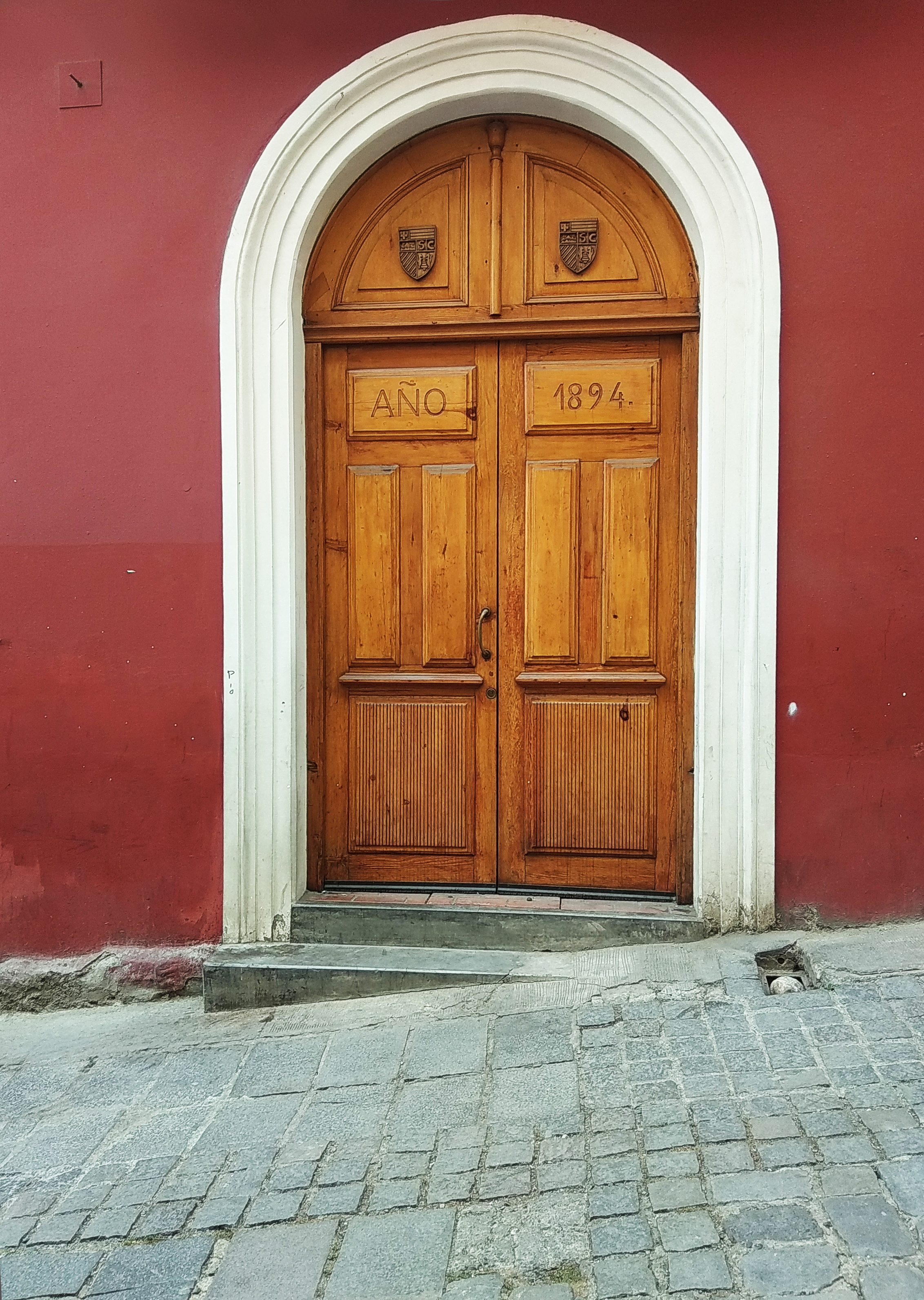
Puerta datada en 1894
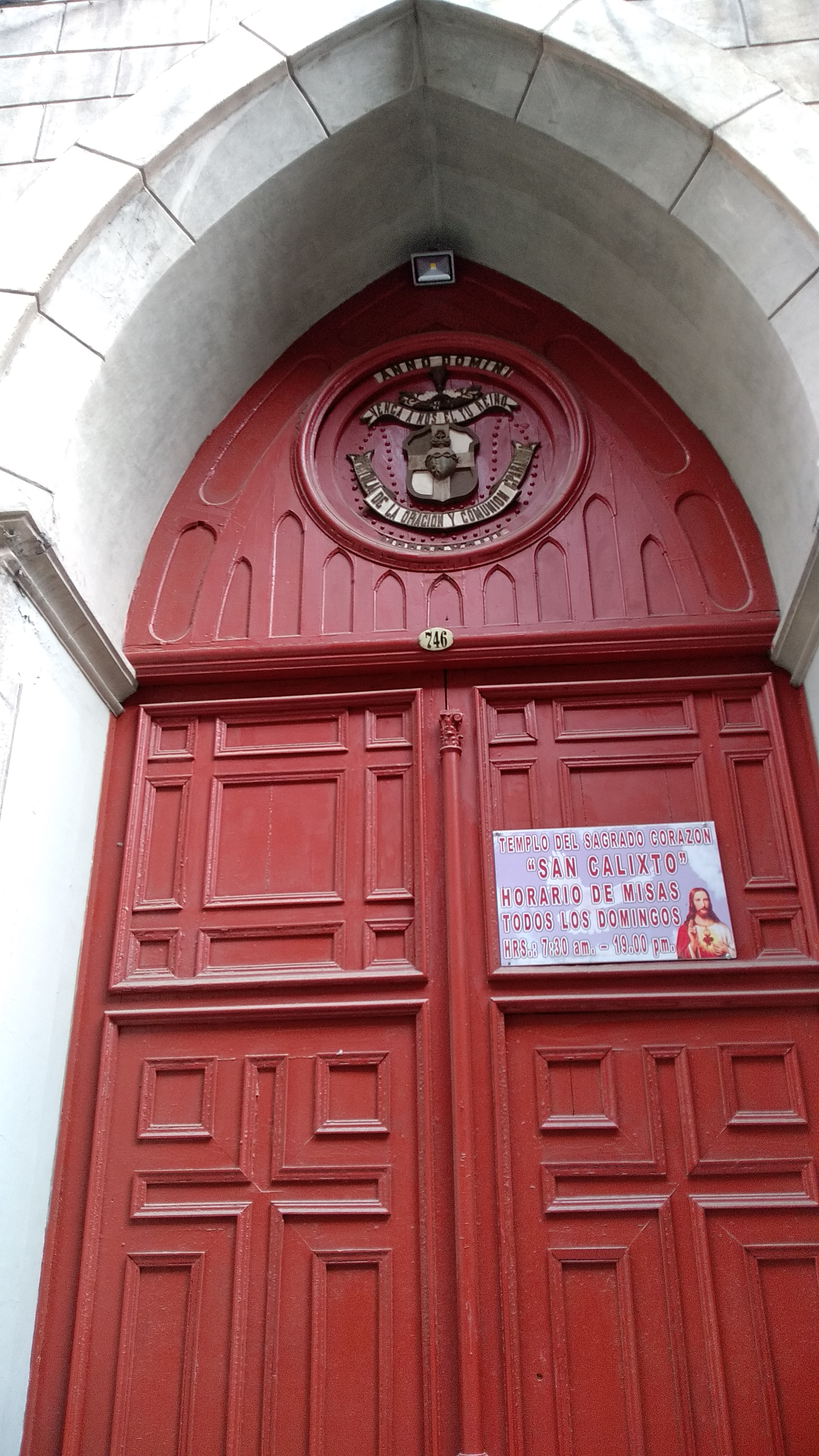
Puerta del templo
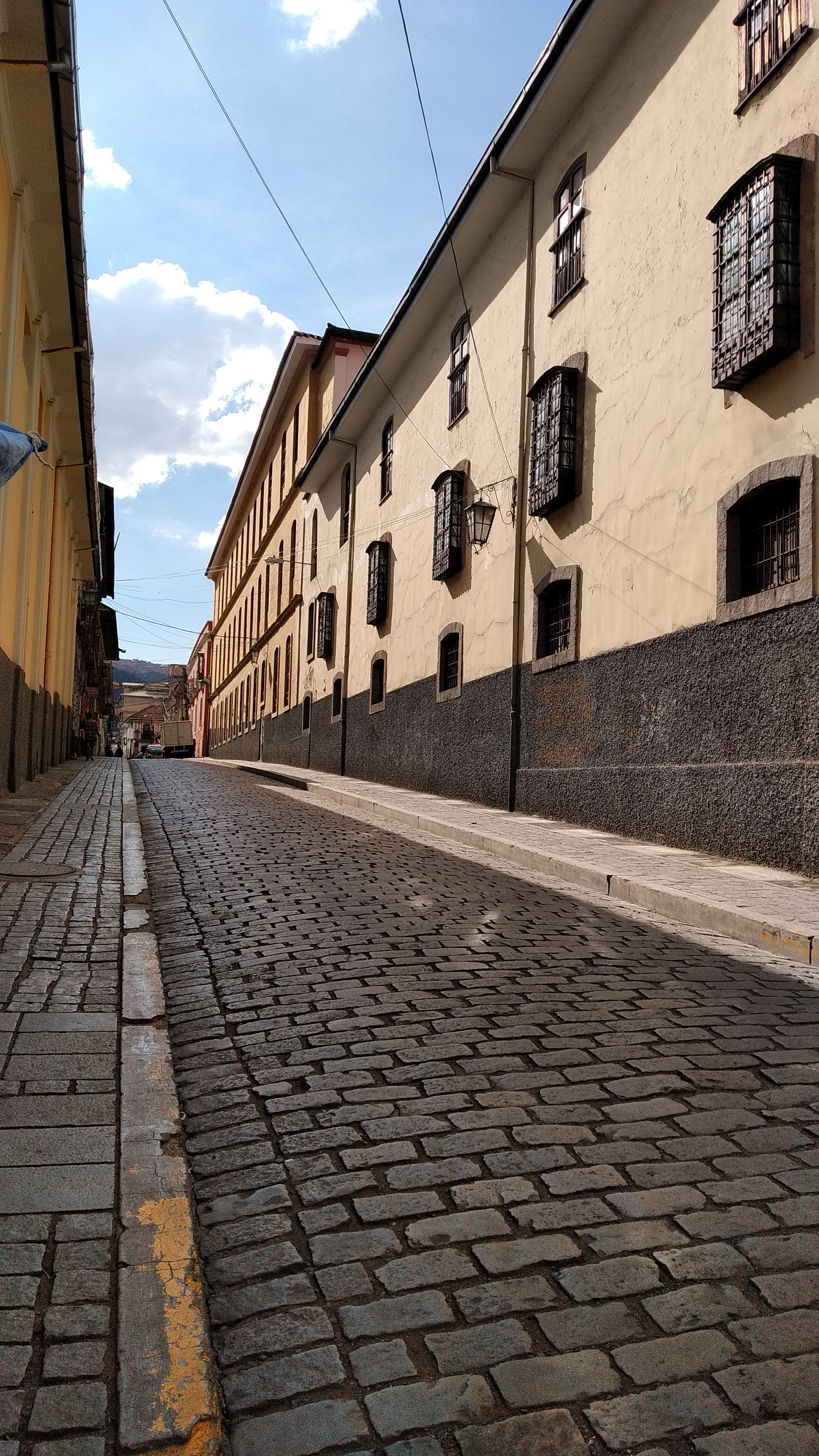
Vista del Complejo San Calixto desde la calle Genaro Sanjinéz
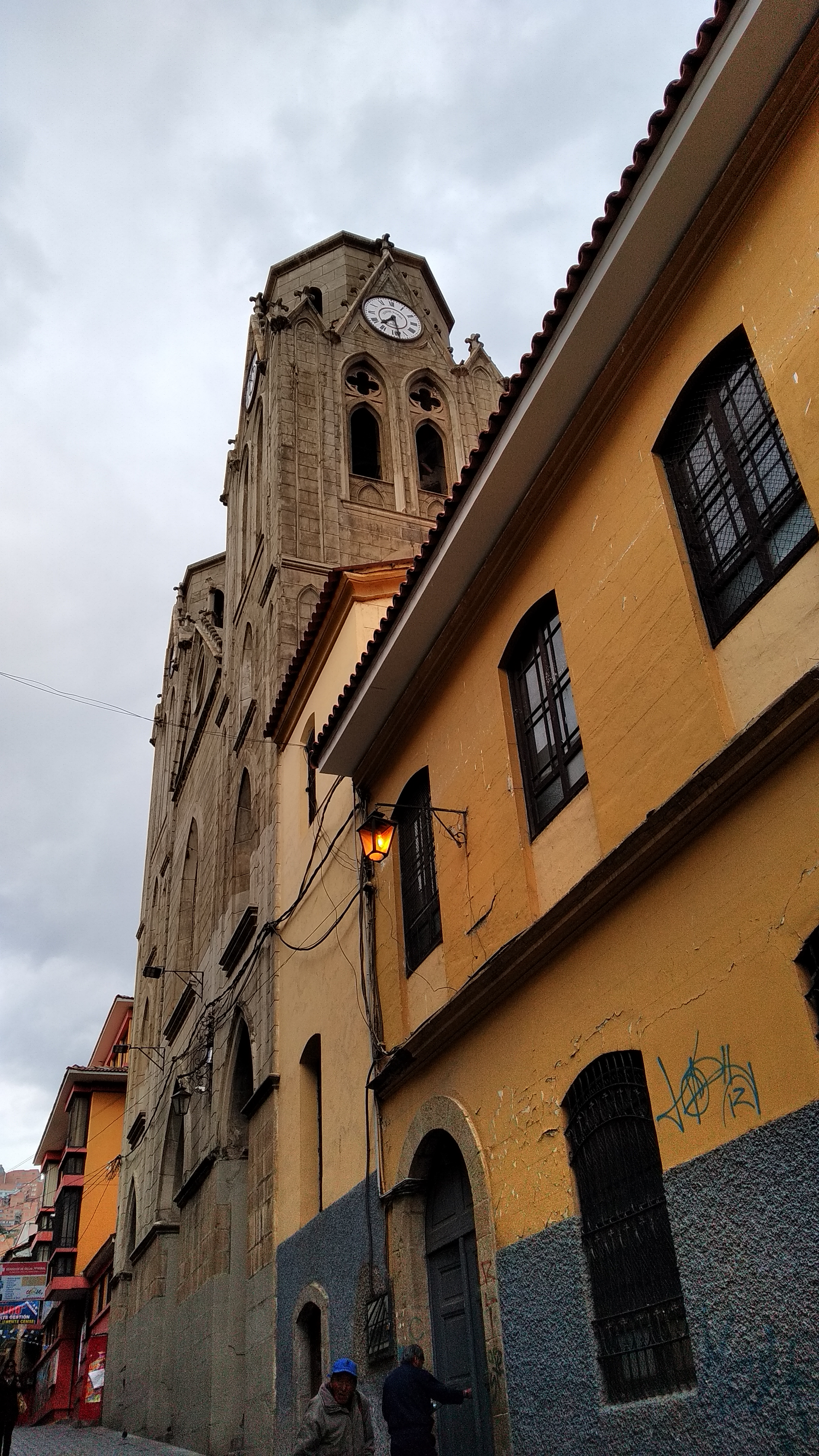
Complejo San Calixto
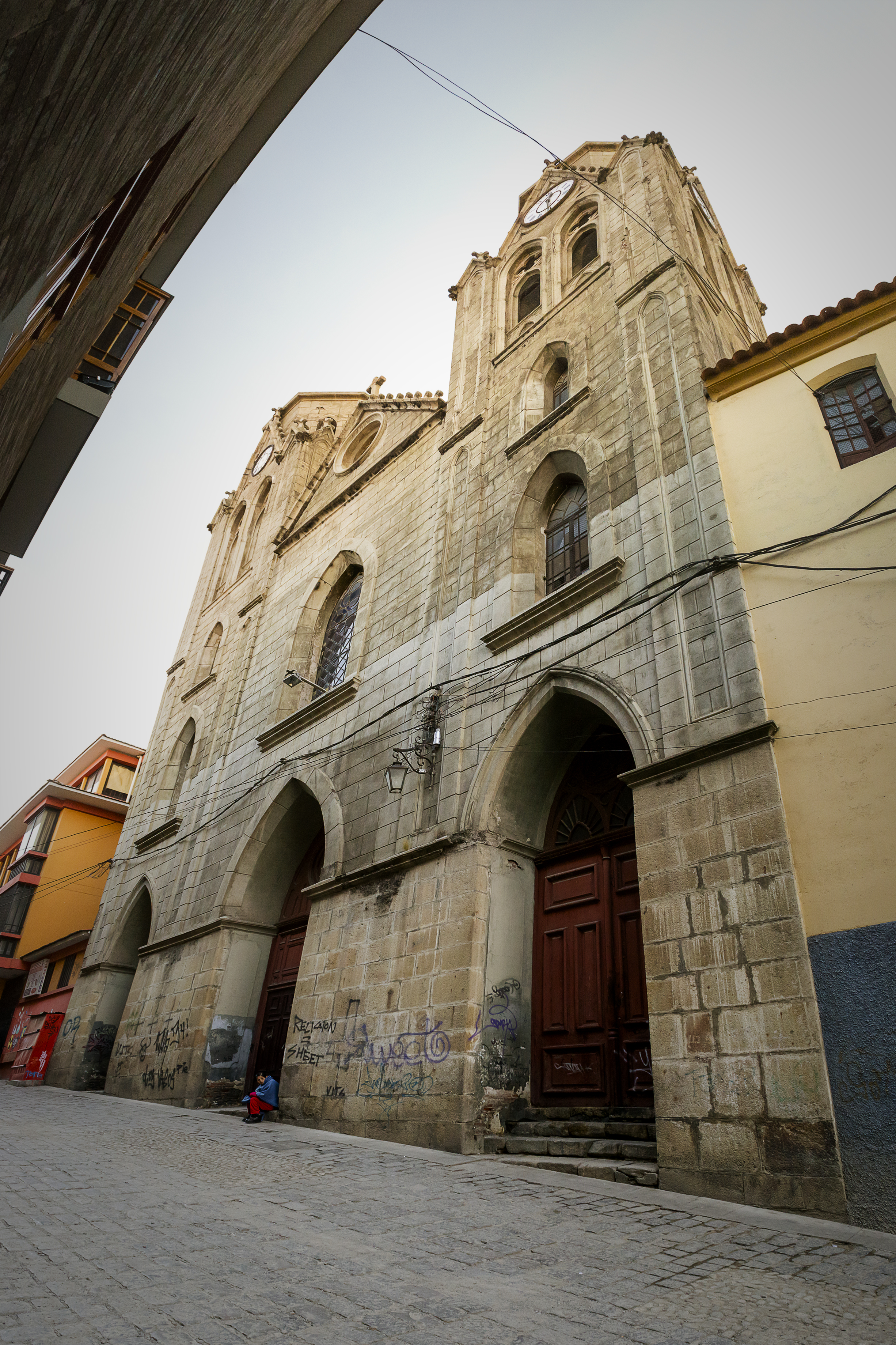